# Davao de Oro

Lage von Davao de Oro

Davao de Oro, ehemals Compostela Valley, ist eine Provinz im Südosten der Insel Mindanao und gehört zu dem Inselstaat der Philippinen. Die Provinz ist politisch dem Bezirk Davao-Region, der Region XI, zugeordnet.
Der Sitz der Provinzverwaltung liegt in der Gemeinde Nabunturan.
Der Gouverneur der Provinz heißt Arturo T. Uy.

## Geographie
Westlich von Davao de Oro liegt die Provinz Davao del Norte, nördlich Agusan del Sur und im Osten Davao Oriental. Im Südwesten befindet sich die Küstenlinie zum Golf von Davao.
Insbesondere der östliche Teil von Davao de Oro ist gebirgig, während der Süden flach zur Küstenlinie hin ausläuft. Im Osten findet sich der Schichtvulkan Leonard Kniaseff.
Die Provinz hat eine Fläche von 4.667 km².

## Demographie und Sprache
Nach der Volkszählung aus dem Jahr 2007 leben in Davao de Oro 637.366 Menschen. Die Provinz belegt in der Bevölkerungsstatistik damit den 44. Rang.
Die Bevölkerungsdichte liegt bei 136,6 Menschen pro km². Dies bedeutet in der demographischen Statistik der Philippinen den 19. Platz, der am niedrigsten besiedelten Provinzen.
Die meisten Bewohner stammen von Einwanderern aus den Visayas ab, die sich im Laufe des 20. Jahrhunderts in Mindanao ansiedelten. Andere Gruppen von Zuwanderern waren die Ilocanos, die Tagalogs und die Ilonggos.
Zusammen mit den einheimischen Volksgruppen der Ata talaingod, der Dibabaonon, der Manguwangan, der Mandaya und der Mansaka machen sie aus der Provinz einen Schmelztiegel der Kulturen.
Die dominanten Sprachen in der Provinz sind Cebuano/Visayan und Tagalog. Daneben werden die Dialekte Mandaya, Mansaka, Hiligaynon, Ilokano, Waray-Waray, Maranao und Surigaonon von Minderheiten in der Provinz verwendet.

## Wirtschaft
Die Haupteinnahmequelle der Provinzbewohner ist die Agrarwirtschaft. Dabei werden hauptsächlich Reis, Kokosnuss, Ananas, Kaffee und Bananen angebaut.
Da die Region auch reich an Bodenschätzen ist, stellt der Bergbau in der Provinz einen weiteren wichtigen Industriezweig dar.
Die Bewohner an der Küste leben vorwiegend vom Fischfang. Milchfisch, Tilapia und andere Meeresfrüchte werden aus den Tiefen des Golfes von Davao geholt und auf den Märkten verkauft. Viele Anwohner besitzen auch große Fischteiche für die Zucht von Speisefischen.
Nicht zu vergessen ist auch der Tourismus. In der Provinz befinden sich zahlreiche Wasserfälle, heiße und kalte Quellen, Seen, Strände und Höhen sowie einige interessante Naturparks.

## Hochschulen
- Campus der University of Southeastern Philippines in Mabini

## Politische Gliederung
Die Provinz Davao de Oro unterteilt sich in 11 eigenständig verwaltete Gemeinden. Die Gemeinden wiederum sind in insgesamt 235 Barangays (Ortsteile) untergliedert.
Die Provinz ist in 2 Kongress-Distrikte aufgeteilt.

### Gemeinden
| - Compostela - Laak - Mabini - Maco - Maragusan - Mawab | - Monkayo - Montevista - Nabunturan - New Bataan - Pantukan |

## Klima
Das Klima in der Provinz wird weder durch eine ausgesprochene Trocken- noch eine Regenperiode bestimmt. Regenfälle können das ganze Jahr über auftreten.
Die Provinz liegt zum einen außerhalb des Taifungürtels, der den Norden der Philippinen streift, zum anderen schützen die Bergzüge im Osten die Provinz vor starken tropischen Stürmen. 2012 wurde das Gebiet jedoch durch den Taifun Pablo schwerst getroffen.

## Geschichte
Davao de Oro gehörte zusammen mit Davao del Norte, Davao Oriental und Davao del Sur und der Stadt Davao City zu einer ehemaligen großen Provinz mit dem Namen Davao.
Mit dem Republic Act Nr. 4867, unterzeichnet von Präsident Ferdinand Marcos am 8. Mai 1967, wurde diese in die genannten Provinzen aufgeteilt.
Davao del Norte war ursprünglich in 13 eigenständig verwaltete Gemeinden unterteilt. Am 6. Mai 1970 kamen 6 weitere hinzu. Eine Passage des Republic Act Nr. 6430 vom 17. Juni 1972 änderte den Namen der Provinz von Davao del Norte in Davao.
Im Jahre 1996 stieg die Zahl der Gemeinden durch die Bildung von San Vicente (heute Laak) im Jahre 1979, Maragusan 1988 und Talaingod im Jahre 1990, auf insgesamt 22 an.
Am 31. Januar 1998 unterzeichnete Präsident Fidel Ramos den Republic Act Nr. 8470, der die Provinz Compostela Valley von Davao abspaltete.

## Sehenswürdigkeiten
- Das Aguacan Inland Resort in Maragusan
- Die Tagbibinta-Fälle in Maragusan
- Die Kumbilan-Höhlen in Nabunturan
- Der Mt. Candalaga in Maragusan
- Die Manurigao-Fälle in New Bataan
- Der Naturpark Mainit Hotspring Protected Landscape in Nabunturan
- Die San-Vicente-Höhlen in Nabunturan
- Das Pantukan Beach Resorts und Hotels in Magnaga,
- Das Naturschutzgebiet Mabini protected Landscape and Seascape
- Das Naturschutzgebiet Aliwagwag Protected Landscape